# 海绵
海绵（sponge）是一類原始的水生无脊椎动物，在生物分类学上構成名為多孔动物门（學名：Porifera，也称多孔動物門）的分類單元。因外形像植物，而且着生於海洋或湖泊底部，所以海綿千百年來都被認為是植物，但後來發現牠們幾乎具備所有最基本的動物特徵，於是在19世纪中期被歸入動物界。海绵缺乏神经系统、消化系统和循环系统，身上布满了通水的小孔和沟道，多數種類依靠维持恒定的海水流過其身體来获取食物和氧气，並清除体内的廢棄物。典型的海绵由两层联系松散的细胞构成体壁，围绕着中央体腔构成管状身体，体壁有众多的小孔和沟道。此外，也有缺乏中央腔而身体有众多小孔和沟道的类型。
海绵曾被認為是所有動物的最近共同祖先中最先分化的一支，在整個動物界的演化树上位於最基部，和其他所有动物（即真后生动物）形成姐妹群關係，但目前的研究指出櫛水母比海綿更早出現。动物学中專門研究海绵的分支学科被称作海绵学（spongiology）。

## 下級分类
依據世界海洋物种目录（World Register of Marine Species，WoRMS），多孔動物門包含以下類群：
- 钙质海绵纲 Calcarea（= Calcispongia／Calcispongiae）
- 寻常海绵纲／普通海绵纲 Demospongiae（= 硬骨海绵纲 Sclerospongiae）
- 六放海绵纲 Hexactinellida（= 玻璃海绵纲 Hyalospongiae）
- 同骨海绵纲 Homoscleromorpha
- 地位未定 incertae sedis
  - 肉质海绵目 Carnosa（非單系，已弃用）[11]
  - 属 Placodictyum ?（可能屬於海參）[12]